# 다비드 (미켈란젤로)
다비드(David)는 르네상스 시대의 이탈리아 예술가 미켈란젤로가 1501년부터 1504년 6월 8일까지 제작한 대리석상으로, 높이는 5.17m이다.
미켈란젤로는 이스라엘의 위대한 왕 다윗의 청년의 모습을 예술적으로 위엄있게 표현해냈다. 현재 피렌체의 갤러리아 델 아카데미아에 소장되어 있다. 미켈란젤로는 1501년 피렌체에서 시청의 부탁으로 다비드를 3년에 걸쳐 완성하였다.
도나텔로의 영향을 받았으며, 갈고리형으로 굽은 오른편 손목은 츠크네를 모방하였고, 세부의 해부학적 표현과 고정된 눈에도 전 시대의 잔재를 엿볼 수 있다(석재가 높이에 비하여 얇은 데에도 한 원인이 있다). 그러나 그의 면모는 표정이 넘쳐 있고 그 거대한 크기와 더불어 전형적인 남성의 나체상이 되어 있다. 콘트라포스토 포즈를 취한 채 체구를 상반되는 두 방향축에 중심을 두면서 두 어깨의 위치에 높고 낮음을 만들고, 목줄기 근육을 과장하여 조각상에 긴박감을 부연하였다. 이 작품이 풍기는 긴장감과 불안정성은 헬레니즘 조각의 다방향성을 한층 강조한 것이다
다비드상은 원래 피렌체 대성당 동쪽 끝의 지붕선을 따라 배치될 일련의 예언자 동상 중 하나로 의뢰를 했었다. 그러나 대신 피렌체 시청이 있는 베키오궁 외부의 공공 광장에 배치되어 1504년 9월 8일에 시뇨리아 광장에서 공개되었다. 동상은 1873년 피렌체의 아카데미아 미술관로 옮겨졌고, 나중에 원래 위치에서 복제품으로 교체되었다.
이 조각상이 상징하는 인물의 특성 때문에 동상은 곧 더 강력한 라이벌 국가와 메디치 가문의 패권에 의해 모든 면에서 위협받는 독립 도시 국가인 피렌체 공화국에서 구현된 시민 자유의 수호를 상징하게 되었다. 다비드의 시선은 경고의 눈빛으로 메디치 가문이 살고 있는 로마를 향하고 있었다.

## 역사

### 빅뱅
조각상의 역사는 1501년부터 1504년까지 미켈란젤로의 작업 이전에 시작된다. 미켈란젤로의 개입 이전에, 대부분 영향력 있는 모직 길드인 아르테의 회원들로 구성된 피렌체 대성당의 작품 사무실 감독관 델라 라나는 대성당의 지지대를 위한 일련의 12개의 대형 구약성경 조각품을 의뢰할 계획이 있었다. 1410년에 도나텔로는 테라코타에 있는 여호수아의 첫 번째 조각상을 만들었다. 테라코타로 된 헤라클레스의 그림은 피렌체 조각가에게 의뢰되었다. 아고스티노 디 두치오는 1463년에 만들어졌으며, 아마도 도나텔로의 지시에 따라 만들어졌을 것이다. 그들의 프로젝트를 계속하기를 열망한 1464년, 오페라이는 다비드의 조각품을 만들기 위해 아고스티노와 계약했다.
투스카니 북부의 아푸아네 알프스에 있는 마을인 카라라의 채석장에서 대리석 블록이 제공되었다. 아고스티노는 다리, 발, 몸통의 모양을 만들고, 커튼을 거칠게 다듬고, 다리 사이에 구멍을 내기 시작했을 뿐이다. 1466년 도나텔로가 사망하면서 알 수 없는 이유로 프로젝트와 그의 관계는 중단되었고, 10년 후 안토니오 로셀리노는 아고스티노가 중단했던 자리를 맡도록 임명되었다. 로셀리노의 계약은 그 후 곧 종료되었고 대리석 덩어리는 26년 동안 방치된 채 대성당 작업장 마당의 요소에 노출되었다. 이것은 오페라에게 큰 관심거리였다. 당국에 따르면 큰 대리석 조각은 비용이 많이 들 뿐만 아니라 피렌체까지 운반하는 데 많은 노동과 어려움을 겪었다.
1500년에 대성당 작업장 관부리는 이 작품을 “다비드라고 불리는 대리석의 어떤 형상이 심하게 막혀 누워있는 상태”라고 묘사했다. 1년 후 문서에 따르면 오페라이는 이 큰 대리석 조각을 완성된 예술 작품으로 바꿀 수 있는 예술가를 찾기로 결심했다. 그들은 ‘거인’이라고 하는 돌덩이를 ‘발로 세운 것’을 명령하여 이런 일을 경험한 대가가 그것을 살펴보고 의견을 말할 수 있도록 하였다. 레오나르도 다빈치와 다른 사람들의 자문을 받았지만, 26세의 미켈란젤로가 자신이 그 위촉을 받을 자격이 있다고 오페라이에게 확신시켰다. 1501년 8월 16일, 미켈란젤로는 이 도전적인 새로운 임무를 맡는 공식 계약을 받았다. 그는 계약을 체결한 지 한 달 후인 9월 13일 이른 아침부터 조각상을 조각하기 시작했다. 그는 2년 이상 거대한 조각상을 작업할 것이다.
1504년 1월 25일, 조각이 거의 완성될 무렵, 피렌체 당국은 6톤이 넘는 조각상을 대성당 지붕에 올릴 가능성이 거의 없다는 것을 인정해야 했다. 그들은 레오나르도 다빈치와 산드로 보티첼리를 포함한 많은 예술가를 포함하는 30명의 피렌체 시민으로 구성된 위원회를 소집하여 다비드에게 적절한 장소를 결정했다. 동상을 위한 9개의 다른 위치에 대해 논의했지만, 대부분의 구성원은 두 위치에 밀접하게 분할된 것으로 보인다.
줄리아노 다 상갈로가 이끌고 레오나르도와 피에로 디 코시모 데 메디치가 지원하는 한 그룹은 대리석의 불완전성으로 인해 조각품이 시뇨리아 광장의 로자 데이 란치 지붕 아래에 배치되어야 한다고 믿었다. 다른 그룹은 그것이 도시의 시청인 시뇨리아궁(지금은 베키오궁으로 알려짐) 입구에 서 있어야 한다고 생각했다. 보티첼리가 지지하는 또 다른 의견은 조각이 대성당 위나 근처에 있어야 한다는 것이었다.
1504년 6월, 다비드는 베키오 궁전 입구 옆에 설치되었으며, 영웅적인 저항이라는 비슷한 주제를 구현한 도나텔로의 유디트와 홀로페르네스의 청동 조각품을 대체했다. 미켈란젤로의 작업실에서 0.5마일 떨어진 곳에서 시뇨리아 광장으로 동상을 옮기는 데 4일이 걸렸다. 그해 여름 말, 슬링과 나무 그루터기 지지대에 금박을 입혔고 금박을 입힌 허리 화환을 받았다.

### 이후
1800년대 중반 다비드의 왼쪽 다리에 작은 균열이 발견되었다. 이는 거대한 동상 아래 땅이 고르지 않게 가라앉았기 때문일 수 있다.
1873년 다비드상은 손상으로부터 보호하기 위해 광장에서 제거되었으며, 피렌체의 아카데미아 갤러리에 전시되어 많은 방문객을 끌어들였다. 1910년에 시뇨리아 광장에 복제품이 놓였다.
1991년, 경찰이 미쳤다고 묘사한 예술가 피에로 칸나타는 재킷 아래에 숨겨둔 망치로 동상을 공격했다. 그는 나중에 16세기 베네치아 화가의 모델이 그에게 그렇게 하라고 명령했다고 말했다. 칸나타는 왼발 발가락을 다치는 과정에서 제지당했다.
2010년 11월 12일, 다비드의 유리 섬유 복제품이 단 하루 동안 피렌체 대성당의 지붕에 설치되었다. 설치 사진은 작품을 의뢰한 오페라이가 원래 예상했던 대로 동상을 보여준다.
2010년, 역사적 문서에 대한 법적 검토를 기반으로 플로렌스시 당국이 시립 주장에 이의를 제기하는 이탈리아 문화부와 반대하여 동상의 소유권을 주장하면서 다비드의 소유권에 대한 분쟁이 발생했다.

## 같이 보기
- 세계에서 가장 큰 조각상 목록

## 참고 문헌
- 이 문서에는 다음커뮤니케이션(현 카카오)에서 GFDL 또는 CC-SA 라이선스로 배포한 글로벌 세계대백과사전의 내용을 기초로 작성된 글이 포함되어 있습니다.